# Електротепловий пробій
Електротеплови́й (тепловий) пробі́й — пробій, спричинений втратою матеріалом електроізоляційних властивостей, пов'язаної з надмірним зростанням крізної електропровідності або діелектричних втрат від розігрівання в електричному полі до відповідних температур. Гранична напруга при тепловому пробої залежить від ряду чинників: частоти поля, умов охолоджування, температури довкілля та ін. Крім того, напруга теплового пробою пов'язана з теплостійкістю матеріалу.
Тепловий пробій виникає внаслідок порушення в діелектрику теплової рівноваги між процесами тепловиділення та тепловіддачі й проявляється в тепловому руйнуванні матеріалу (розплавленні, пропаленні, розтріскуванні й т.п.) в місці найбільших діелектричних втрат. Під дією діелектричних втрат, зумовлених релаксаційними видами поляризації і струмом наскрізної провідності, відбувається процес виділення тепла; матеріал нагрівається. Підвищення температури супроводжується зростанням діелектричних втрат і, отже, подальшим збільшенням кількості тепла, що виділяється. Тепло утворюється і в результаті теплопровідності металу струмопровідних частин електроустановки, а також конвекції повітря (або рідкого діелектрика) відводиться від діелектрика в навколишнє середовище — йде процес тепловіддачі. Якщо при цьому тепловиділення перевищить тепловіддачу, то розігрів діелектрика призведе зрештою до теплового руйнування матеріалу і втрати електричної міцності. При пробої товстих зразків тепловідведення від внутрішніх областей утруднене, тому вони перегріті більшою мірою, і в результаті цього в міру збільшення товщини зразків Епр зменшується.
Зазвичай теплове руйнування проявляється у вигляді проплавлення або пропалювання вузького каналу в місці найбільшої структурної неоднорідності діелектрика.
Різновидом теплового пробою можна вважати іонізаційний пробій. Він характерний для неоднорідних діелектриків, що містять включення зі зниженою електричною міцністю, наприклад, газові включення. Таке включення можна представити у вигляді елементарного конденсатора, на обкладках якого при додаванні зовнішнього поля починає накопичуватися заряд. У зв'язку з тим, що діелектрична проникність включення завжди менше значення проникності навколишнього матеріалу, в перерізі діелектрика відбувається перерозподіл напруженості поля, що приводить до збільшення напруженості у включенні. Навіть при помірній напрузі, прикладеній до діелектрика, напруженість у включенні може досягти величини, достатньої для виникнення іонізаційного процесу, що приводить до розряду. Пробій газового чи рідкого включення діелектрика називається частковим розрядом. У результаті іонізаційних втрат розігрівається поверхня закритих пор, виникають локальні перепади температури та пов'язані з ними термомеханічні напруження. Це може призвести до розтріскування діелектрика.
Тепловий пробій зазвичай триває протягом 10-2...10-3 с при Епр близько 10 МВ/м. 